# Uvtjärnen (Malungs socken, Dalarna)
Uvtjärnen är en sjö i Malung-Sälens kommun i Dalarna och ingår i Dalälvens huvudavrinningsområde.